# André Rousselet
Cet article possède un paronyme, voir André Rousset.
Pour les articles homonymes, voir Rousselet.
André Rousselet, né le 1er octobre 1922 à Nancy et mort le 29 mai 2016 à Paris 16e,, est un haut fonctionnaire, homme politique et chef d'entreprise français.
Magistrat de formation, il devient sous-préfet puis député. Devenu en 1960 propriétaire du groupe Taxis G7 qu'il fait prospérer, il fonde en 1984 la chaîne à péage Canal+.

## Biographie

### Famille, enfance et formation
André Rousselet nait à Nancy le 1er octobre 1922. Son père, Marcel Rousselet (1893-1982), est un magistrat et juriste reconnu, premier président de la cour d'appel de Paris de 1950 à 1962. Le frère d'André, Jean, deviendra un pédiatre renommé, auteur notamment de l’ouvrage L’Allergie au travail.
Élève médiocre, André Rousselet obtient son baccalauréat, option philosophie, en 1940, à Limoges, sa famille ayant dû quitter son appartement parisien qui a été bombardé. Il reconnaît avoir été pétainiste vers 16 ans (on est en 1938), ce qui l’a rapproché plus tard de Robert Hersant et lui a également permis de mieux comprendre François Mitterrand.
Inscrit en droit, il est d'abord tenté, à la fin de 1942, par l’expérience de l'École des cadres d'Uriage, organisme issu de la Collaboration (mais que Laval finit par fermer pour sa critique du en régime) où il reste peu de temps, avant de rentrer à Paris passer sa licence de droit. Cherchant à lui éviter le Service du travail obligatoire (STO), son père lui déniche un emploi en Alsace, mais celui-ci ne dure pas. Retrouvé, il est envoyé dans une petite ville allemande où il reste captif pendant dix-huit mois, travaillant dans une usine et dormant dans des baraquements. Revenu à Paris en 1944, après la Libération, il termine sa licence de droit. Cependant, au lieu de passer l'examen du barreau, il réussit le concours d’intégration à l’administration préfectorale, avant que le concours de l’ENA ne soit créé.

### Proximité avec François Mitterrand

#### Chef de cabinet
André Rousselet, repéré par l'entourage de François Mitterrand en tant que « talentueux sous-préfet » avec une réputation d'« incorruptible », atterrit « par hasard » dans l'administration, comme il le dira lui-même,. Il devient chef de cabinet adjoint de celui-ci, nommé ministre de l'intérieur du gouvernement Pierre Mendès France (juillet 1954-février 1955). C'est le premier pas d'une longue fidélité au futur président. Il le suit au ministère de la Justice, comme chef de cabinet, sous le gouvernement Guy Mollet. En 1982, il reste une année à l'Élysée en tant que directeur de cabinet avant de prendre en 1983 la direction de Havas.

#### «Argentier» de Mitterrand
À partir de 1965, lors de chaque campagne présidentielle de François Mitterrand, il se charge de rassembler les financements nécessaires à son organisation, notamment lors des campagnes présidentielles de 1974 et de 1981. Il indique notamment dans une interview parue dans L'Obs en décembre 2015, concernant la campagne de 1981 : « Sa règle [Mitterrand] était : "Je ne veux pas savoir", et la mienne se traduisait par : "Aucune trace, tout en liquide" [...] Je vois un jour arriver Guy Dejouany, patron de la Générale des Eaux, il entre dans mon bureau, une sacoche à la main. Et dans la sacoche, en grosses et moyennes coupures, trois millions de francs ! [...] De tous les financiers qui se sont occupés de campagnes électorales, le seul qui soit sorti indemne de son travail dans l'obscurité, c'est moi [...] J'ai simplement été plus discret et plus prompt à faire disparaître en fumée [...] ce qui ne devait pas survivre à la durée d’une campagne. ».

#### Membres du «premier cercle»
André Rousselet est un proche de François Mitterrand, dont il a été l'exécuteur testamentaire, (c'est d'ailleurs Rousselet qui annonça la mort de Mitterrand à son successeur) et l'un des rares à l'époque à connaître l'existence de Mazarine, la fille cachée du président.

#### Député
Le 12 mars 1967, il est élu député FGDS de la Haute-Garonne et siège à l'Assemblée nationale jusqu'à sa défaite, le 30 juin 1968.

### Groupe G7
En 1958, à la suite de l'arrivée au pouvoir du général de Gaulle, André Rousselet demande à être placé en disponibilité de l'Administration et entre au service des relations extérieures chez Simca. En 1960, il devient propriétaire de la G7, l'une des toutes premières compagnies de taxis parisiens, elle-même filiale de Simca. Il la modernise (au début à la tête de 150 taxis, il va, à la suite d'un investissement, en détenir 2 000), puis lui adjoint de nouvelles activités. En 1993, la société avale son principal concurrent, les Taxis bleus. Il scinde la G7 en sept entités et revend un bon nombre de ses parts au prix fort à six associés, au sein de l'actuel Groupe G7.
Il bénéficie par ailleurs d'aides du pouvoir : en 1982, alors directeur de cabinet de François Mitterrand, le carburant est détaxé pour les taxis ; il obtient également la libéralisation du secteur.

### Autres activités
En 1976, il tente en vain de lancer un magazine sportif, Sports Magazine, et de racheter France Soir.

### Président de Havas
En juillet 1984, André Rousselet est nommé, par le gouvernement d'alors, président d'Havas, poste qu'il occupe jusqu'en 1986.

### Fondation de Canal+
Le 4 novembre 1984, avec l'appui de François Mitterrand, qui a la conviction que le paysage audiovisuel est « fermé », André Rousselet fonde la chaîne Canal+. La grande liberté de ton (« l'esprit Canal »), alliée au succès progressif de cette première chaîne à péage du paysage audiovisuel français agace rapidement le monde politique, et surtout la droite, dira-t-il. Michel Denisot déclare à son sujet : « C'était un visionnaire, un créateur d'entreprise qui avait une longue vue et la création de Canal +, à l'époque, c'était avoir vingt ans d'avance, donc on lui doit beaucoup ».
Malgré des débuts difficiles, et devant faire face à des pertes financières qui iront jusqu'à menacer l'existence de la chaîne, celle-ci devient progressivement un succès, grâce notamment à l'intervention de François Mitterrand. Cette décision va à l'encontre de l’avis de Laurent Fabius, alors son premier ministre et celui de Jean Riboud, patron de Schlumberger qui souhaite récupérer la fréquence pour en faire un « CBS à la française ». En moins de dix ans, André Rousselet crée un groupe audiovisuel international très rentable, avec comme points forts une diversification dans les chaînes thématiques ainsi qu'une production audiovisuelle et cinématographique, malgré quelques aventures infructueuses, comme l’investissement dans la société de production de films américaine Carolco ou dans Telepiù en Italie.
En 1994, André Rousselet démissionne, de la présidence de Canal+ quand un nouveau pacte d'actionnaires, conclu entre Havas, la Compagnie générale des eaux et la Société générale, met Canal+ pratiquement sous tutelle. Il crie à la manœuvre politique menée par Édouard Balladur, alors premier ministre de François Mitterrand, par un article vengeur dans Le Monde intitulé « Édouard m'a tuer » (en référence à l'affaire Marchal et au graffiti « Omar m'a tuer »). Après son départ de Canal+ à l'été 1994, où il est remplacé par Pierre Lescure, il prend la majorité du capital du quotidien nouvellement créé, InfoMatin, avec l'intention de s’opposer à Édouard Balladur, alors en course pour l’élection présidentielle de 1995. Après une centaine de millions de francs de pertes, des conflits incessants avec les journalistes et le refus de la rédaction de mettre en place une version rénovée, il dépose le bilan du journal le 8 janvier 1996, le jour de la mort de François Mitterrand.
En 2008, il retrace la création de Canal+ dans un entretien publié dans l'ouvrage de Josepha Laroche et Alexandre Bohas, Canal+ et les majors américaines : une vision désenchantée du cinéma-monde

### Vie privée et mort
Évelyne, sa fille aînée, naît de sa première union à Pointe-à-Pitre alors qu'il est sous-préfet de Guadeloupe entre 1952 et 1954. Puis, le 11 décembre 1964, il se marie à Angoulême avec Catherine Rogé (dont le père est un ami de François Mitterrand). Ils auront trois enfants : Nicolas, Philippe et Oliver, décédé en bas âge. Il est un passionné d'art contemporain et un collectionneur averti.
André Rousselet meurt à son domicile parisien à l'âge de 93 ans,. Il est inhumé au cimetière de Villotte-sur-Ource (Côte-d'Or).

## Divers
En 2012, lors de l'émission Des paroles et des actes sur France 2, Nicolas Sarkozy évoque la proximité entre André Rousselet et François Mitterrand pour expliquer sa propre relation avec Vincent Bolloré, ce à quoi André Rousselet répond en accusant le président sortant de « travestir la vérité délibérément ».

## Publication
- André Rousselet avec Marie-Ève Chamard et Philippe Kieffer, À mi-parcours : mémoires, Paris, Kero, 2015, 731 p.